# Lucia Demetrius
Lucia Demetrius   (Bucarest, 16 de febrer de 1910 - Bucarest, 29 de juliol de 1992) va ser una dramaturga, poetessa i traductora romanesa.
Va iniciar-se a la companyia 13+1 juntament amb George Mihail Zamfirescu i posteriorment va marxar a estudiar a París. A la seva tornada a Romania va ocupar diversos càrrecs administratius i durant la guerra va treballar d'infermera. Després del conflicte va dirigir diversos teatres a Sibiu, Bacău i Brașov. Va traduir obres de William Shakespeare, Charles Perrault, Gustave Flaubert, Victor Hugo, Honoré de Balzac, Alexandre Dumas, Ivan Turgenev, Guy de Maupassant, Konstantín Stanislavski, Marcel Achard, Vitali Bianki, Ivan Bunin, Julien Green i Louis Bromfield.
Les seves memòries, escrites entre els anys 70 i 90, van ser publicades el 2005.

## Obres
- Turneu în provincie (‘Volta per províncies', 1946)
- Trei generaţti (‘Tres generacions', 1956)
- Oameni şi jivine (‘Homes i bèsties', 1956)
- Arborele genealogic (‘Arbre genealògic’, 1957)